# Oficina Central de Investigación
La Oficina Central de Investigación (en inglés, Central Bureau of Investigation; CBI) es la principal agencia de investigación de la India. Opera bajo la jurisdicción del Ministerio de Personal, Pensiones y Quejas Públicas, cuyo director encabeza el CBI. Creado originalmente para la investigación de sobornos y corrupción gubernamental, en 1965 se amplía su jurisdicción para investigar las infracciones de las leyes del gobierno central de la India, el crimen organizado multiestatal, además de casos conflictivos entre múltiples agencias o internacionales. Se sabe que la agencia investiga varios delitos económicos, delitos especiales, casos de corrupción y otros casos de alto perfil. El CBI está exento de las disposiciones de la Ley de Derecho a la Información. CBI es el único punto de contacto designado oficialmente por la India para el enlace con la Interpol.
La sede de CBI se encuentra en el complejo CGO, cerca del estadio Jawaharlal Nehru en Nueva Delhi.
Rishi Kumar Shukla es el director actual del CBI.

## Historia

### Origen
La Oficina de Investigación tiene sus orígenes en el Special Police Establishment (SPE, Establecimiento Especial de Policía), una fuerza policial del gobierno central, que fue creada en 1941 por el gobierno de la India para investigar el soborno y la corrupción en transacciones con el Departamento de Guerra y Suministros de la India. Tenía su sede en Lahore. El superintendente de la SPE fue Qurban Ali Khan, quien luego optó por Pakistán durante la Partición de India. El primer asesor legal del Departamento de Guerra fue Rai Sahib Karam Chand Jain. Después del final de la guerra, existía una necesidad continua de una agencia del gobierno central para investigar el soborno y la corrupción por parte de los empleados del gobierno central. Sahib Karam Chand Jain siguió siendo su asesor legal cuando el departamento fue transferido al Departamento del Interior por la Delhi Special Police Establishment Act, Ley de la Institución de la Policía Especial de Delhi de 1946 (DSPE, por sus siglas en inglés).
El objetivo de esta ley era ampliar su área de acción para cubrir todos los departamentos del Gobierno de la India. Su jurisdicción se extendió a los Territorios de la Unión y podría extenderse aún más a los estados con el consentimiento de los gobiernos estatales involucrados. Sardar Patel, primer vice primer ministro de la India libre y jefe del Departamento del Interior, deseaba erradicar la corrupción en antiguos estados principescos como Jodhpur, Rewa y Tonk. Patel ordenó al asesor legal Karam Chand Jain que supervisara los procesos penales contra los dewans y los ministros principales de esos estados. El DSPE adquirió su popular nombre actual, Central Bureau of Investigation (CBI), Oficina Central de Investigación, a través de una resolución del Ministerio del Interior el 4 de enero de 1963.

### CBI Toma forma
El CBI se ganó la reputación de ser la agencia de investigación más importante de la India con los recursos para casos complicados y se le solicitó que ayudara en la investigación de delitos como asesinato, secuestro y terrorismo. La Corte Suprema y varios Tribunales Superiores del país también comienzan a asignar dichas investigaciones al CBI sobre la base de las peticiones presentadas por las partes agraviadas. En 1987, el CBI se dividió en las siguientes divisiones:
- División anti corrupción
- División de delitos especiales
- División de delitos económicos
- División de Política y Cooperación Policial Internacional
- División de Administración
- División de dirección de Enjuiciamiento
- División de laboratorio de ciencias forense.

### D. P. Kohli
El director fundador del CBI fue DP Kohli, que ocupó el cargo desde el 1 de abril de 1963 hasta el 31 de mayo de 1968. Antes de esto, Kohli fue inspector general de policía del SPE de 1955 a 1963 y ocupó cargos policiales en Madhya Bharat (como jefe de policía), Uttar Pradesh y oficinas del gobierno central local. Por su distinguido servicio, Kohli recibió el Padma Bhushan en 1967. Kohli vio en el SPE el potencial para convertirse en una agencia nacional de investigación. Él fundamentó la organización durante su larga carrera como inspector general y director y sentó las bases sobre las que creció la agencia.

## Organización
El CBI es dirigido por un director, un agente del servicio de policía indio. El director es seleccionado por un comité constituido por la Ley de la Institución de la Policía Especial de Delhi de 1946 (DSPE, por sus siglas en inglés) siendo enmendado a través de la ley Lokpal y Lokayuktas de 2013, pasando a tener un plazo de dos años.